# Пси 2.5: В ім'я кохання
«Пси 2.5: В ім'я кохання» (пол. Psy 2.5. W imię miłości) — польський роман-трилер 2020 року у формі аудіокниги. Дія роману розгортається в проміжку між фільмами «Пси 2: Остання кров» і «Пси 3: В ім'я принципів», а оповідачем виступає Вальдемар Моравець.
«Пси 2.5: В ім'я кохання» — аудіокнига, створена компанією Storytel, оповідачем є Вальдемар Моравець, актор, що грав Цезарія Пазуру в кінострічках. Прем'єра відбулась 14 лютого, а паперова версія була видана 19 лютого 2020 року у видавництві Świat Książki.

## Сюжет
Дія роману розпочинається у 1995 році, коли Польща ще не була ані в НАТО, ані в Європейському Союзі. У центрі сюжету опиняється Франц Маурер. Роман розповідає чому він опинився за ґратами й що сталося після вбивства Савченки.

## Видання
- Morawiec, Waldemar. Psy 2.5. W imię miłości. — Warszawa : Świat Książki, 2020. — ISBN 9788381395724.